# Marton Lajos (katona)
Vitéz Marton Lajos (Pósfa, 1931. április 27. –) magyar katona. Az 1956-os forradalomban végzett tevékenységéért Magyarországon halálra ítélték. Az emigrációban Franciaországban részt vett a Charles de Gaulle tábornok elleni 1962-es merényletben, ezért ott is halálra ítélték, de ezt 20 év börtönbüntetésre változtatták, amelyből 1968-ban amnesztiával szabadult.

## Élete
1931. április 27-én született a Vas vármegyei Pósfán paraszti családba. Az akkori irredenta környezet kihatott életfelfogására és nemzetszemléletére. Ifjú kora óta készült a katonai pályára és vissza akarta foglalni a trianoni békeszerződés által elszakított területeket. 1943-ban részt vett egy versenyen, amelyet Horthy Miklós felesége hozott létre, és itt a negyedik helyezést érte el. Ezzel a versennyel egy diplomáig tartó ösztöndíjat is megnyert. Gimnáziumi tanulmányait a bencés I. Ferenc József Gimnáziumban végezte el Kőszegen. A második világháborút követő sztálinista rendszerben szembekerült tanáriaival, hiszen például nem volt hajlandó elítélni Mindszenty József bíborost. Ekkor egy rövid időre abbahagyta az iskolát, majd mégis visszatért, hiszen politikai nézetei nem hatottak ki a tanulmányi eredményére és 1951-ben kitűnő eredménnyel leérettségizett.
Egyik tanára unszolása ellenére nem a mérnöki pályát választotta, hanem kitartott korábbi elképzelése mellett és jelentkezett katonának. Belépett a Magyar Néphadseregbe, itt 1952-ben tiszthelyettes lett és két éven keresztül Szolnokon repülőtiszti képzésben vett részt. Még mielőtt katona lett elhatározta, hogyha hozzájut, akkor titkos információkat fog kiszolgáltatni a Észak-atlanti Szerződés Szervezetének azért, hogy így támogassa a kommunizmus elleni harcot. Erre 1955-ben kerülhetett sor, hiszen a légierő országos parancsnokságára nevezték ki. Ebben a beosztásban több tucat titkos dokumentumot gyűjtött össze, amelyet átadott az amerikai nagykövetségnek. Összesen négy kémjelentést írt, ebből hármat tudott átadni. 1956-ban a novemberi harcokban aktívan vett részt, majd nem volt hajlandó aláírni azt a nyilatkozatot, amelyben a tisztek elítélik a forradalmat, emiatt lemondott.
1956. december 10-én távozott az országból. Úgy tervezte, fél év múlva újra otthon lesz, de erre csak 1987-ben nyílt módja. Ausztriában majd Franciaországban élt, ahol kapcsolatba akart lépni a NATO-hatóságokkal. Vissza akart térni Magyarországra - távollétében szabotőrként halálra ítélték -, és meg akarta keresni a negyedik jelentését, amelyet még nem sikerült átadnia. Mivel azonban a NATO nem ismerte el tevékenységét, felhagyott a szervezet támogatásával.
1958-ban Charles de Gaulle tábornok visszaszerezte a hatalmat azzal az ígérettel, hogy megvédi Francia Algériát. Ezt az ígéretét azonban nem tudta betartani, folytatódott az 1954 óta tartó algériai háború. Marton Lajos szimpatizált a francia szélsőjobboldali körökkel, ezért elkötelezte magát a Francia Algéria feladása ellen küzdő Jeune Nation (Ifjú Nemzet) mozgalommal, akik az 1956. november 4-i magyarországi szovjet katonai beavatkozás elleni tiltakozásul november 8-án tüntetést szerveztek, elfoglalták és felgyújtották a Francia Kommunista Párt székházát Párizsban.
1962. március 18-án az eviani szerződéssel lezárták az algériai háborút, június 3-án Franciaország elismerte Algéria függetlenségét. Az OAS (Organisation de l’armée secrète, magyarul: a Titkos Hadsereg Szervezete) felajánlotta Martonnak, hogy vegyen részt egy De Gaulle elleni merényletben. Marton Lajos azonnal elfogadta a felkérést. Az 1962. augusztus 22-én Párizs közelében, Petit-Clamart-ban végrehajtott merénylet során azok között volt, akik De Gaulle kocsijára lőttek, de egyik lövése sem találta el az elnököt. A Charlotte Corday fedőnevet viselő akcióban rajta kívül két másik magyar is részt vett, Sári Gyula és Varga László. A merénylet szervezőjét, Jean-Marie Bastien-Thiry alezredest halálra ítélték és kivégezték. Marton a merénylet után egy évig bujdosott, majd letartóztatták. Tárgyalásán az első fokon meghozott halálos ítéletet 20 év börtönre változtatták. 1968-ban amnesztiával szabadult. 1980-ban megkapta a francia állampolgárságot. Franciaországban házasodott meg, azóta három gyermeke született.

## Művei
- Meg kell ölni De Gaulle-t. Budapesttől Petit Clamart-ig (Il faut tuer De Gaulle); franciából ford. Bárdos Miklós; Kossuth, Bp., 2003
- Életem a hazáé! Hírszerzés a NATO-nak, Budapest 1956: OAS-ben De Gaulle ellen. Csádi "villámháború"; Hatvannégy Vármegye Alapítvány a Magyarság Önrendelkezéséért, Szeged, 2011
- Ma vie pour la Patrie!. "Il était une fois un petit lieutenant..."; Les amis du livre européen, Boulogne-Billancourt, 2012
- Moje życie dla Ojczyzny! "Był sobie raz skromny porucznik..." (Ma vie pour la Patrie!); lengyelre ford. Łukasz Maślanka; ARTE, Biała Podlaska, 2015

## Filmfeldolgozás
Marton Lajosról Erdőss Pál rendezésében portréfilm készült.